# 井上誠午
井上 誠午（いのうえ せいご、1986年10月8日 - ）は、日本の男性総合格闘家。熊本県熊本市出身。和術慧舟會セイゴ道場主宰。

## 来歴
2002年、プロ格闘家を目指し、単身上京。星野勇二が代表の和術慧舟會GODSに入門した。
2005年、JTC2005九州大会で優勝し、JTC2005全国大会に出場。67kg未満級で準優勝。決勝の相手は、同門の齋藤裕俊。
2005年12月25日、DEEPフューチャーキングトーナメント2005に出場。1回戦で児山佳宏に判定負け。
2006年2月19日、パンクラスネオブラッド・トーナメント2006に出場。予選1回戦で翔侍に判定負け。
2008年1月14日、DEEPフューチャーキングトーナメント2007に出場。LUIZ等に勝利し、70kg以下級を5試合連続で一本勝ちを収め優勝を果たした。
2008年2月22日、DEEP 34 IMPACTに出場。Barbaro44と対戦し、判定ドロー。
2009年1月4日、戦極初参戦となった戦極の乱2009のオープニングファイトでマキシモ・ブランコと対戦し、踏みつけによりTKO負け。
2009年11月1日、故郷である熊本市で、自らが代表を務める和術慧舟會セイゴ道場を設立した。
2010年11月3日、地元・熊本で開催された「激突III」で角田裕亮とグラップリングルールで対戦し、時間切れドロー。
2012年12月8日、DEEP CAGE IMPACT 2012 in TOKYOで、4年ぶりのMMA復帰戦を行ったが、梅田恒介と対戦し、判定負け。

## 戦績

### プロ総合格闘技
| 総合格闘技 戦績 | 総合格闘技 戦績 | 総合格闘技 戦績 | 総合格闘技 戦績 | 総合格闘技 戦績 | 総合格闘技 戦績 | 総合格闘技 戦績 |
| --------------- | --------------- | --------------- | --------------- | --------------- | --------------- | --------------- |
| 15 試合         | (T)KO           | 一本            | 判定            | その他          | 引き分け        | 無効試合        |
| 6 勝            | 1               | 3               | 2               | 0               | 1               | 0               |
| 8 敗            | 2               | 1               | 5               | 0               | 1               | 0               |

| 勝敗 | 対戦相手           | 試合結果                   | 大会名 | 開催年月日     |
| ○    | ヂエゴ             | 2R 3:57 TKO（パウンド）    | 火の国格闘伝説 LEGEND 6 【ウェルター級MMAトーナメント 凖決勝】                                               | 2015年7月20日  |
| ×    | 梅田恒介           | 5分2R終了 判定0-3          | DEEP CAGE IMPACT 2012 in TOKYO 〜OVER AGAIN〜                                                                | 2012年12月8日  |
| ×    | マキシモ・ブランコ | 1R 0:38 TKO（踏みつけ）    | 戦極の乱2009                                                                                                 | 2009年1月4日   |
| ○    | ISE                | 5分2R終了 判定3-0          | DEEP 39 IMPACT                                                                                               | 2008年12月10日 |
| ×    | 松本晃市郎         | 2R 1:32 TKO（右アッパー）  | DEEP 37 IMPACT                                                                                               | 2008年8月17日  |
| ○    | MIKE               | 5分2R終了 判定2-0          | DEEP M-1チャレンジ5 in JAPAN                                                                                 | 2008年7月17日  |
| ×    | 菊野克紀           | 5分2R終了 判定0-3          | DEEP 35 IMPACT                                                                                               | 2008年5月19日  |
| △    | Barbaro44          | 5分2R終了 判定0-1          | DEEP 34 IMPACT                                                                                               | 2008年2月22日  |
| ○    | 奥山健太           | 2R 0:50 KO（ミドルキック） | club DEEP 東京 & フューチャーキングトーナメント全国大会 【フューチャーキングトーナメント 70kg以下級 決勝】   | 2008年1月14日  |
| ○    | LUIZ               | 1R 2:49 腕ひしぎ十字固め   | club DEEP 東京 & フューチャーキングトーナメント全国大会 【フューチャーキングトーナメント 70kg以下級 準決勝】 | 2008年1月14日  |
| ×    | 高橋良明           | 5分2R終了 判定0-2          | CAGE FORCE 03                                                                                                | 2007年6月9日   |
| ×    | 伊藤有起           | 1R 0:35 チョークスリーパー | DEEP 26 IMPACT                                                                                               | 2006年10月10日 |
| ×    | 黒崎宏基           | 1R 1:14 KO（パンチ）       | club DEEP 福岡 天下一祭り                                                                                    | 2005年4月10日  |
| ×    | 児山佳宏           | 5分2R終了 判定0-3          | DEEPフューチャーキングトーナメント2005 【フューチャーキングトーナメント 70kg以下級 1回戦】                   | 2005年12月25日 |

### アマチュア総合格闘技
| 勝敗 | 対戦相手 | 試合結果                 | 大会名                                                                | 開催年月日    |
| ○    | 岩崎徳正 | 2R 2:31 腕ひしぎ十字固め | club DEEP 東京 【フューチャーキングトーナメント 関東地区予選 決勝】   | 2007年9月15日 |
| ○    | 徳留一樹 | 2R 3:43 腕ひしぎ十字固め | club DEEP 東京 【フューチャーキングトーナメント 関東地区予選 準決勝】 | 2007年9月15日 |
| ○    | 小川勇一 | 1R 4:39 TKO（パウンド）  | club DEEP 東京 【フューチャーキングトーナメント 関東地区予選 1回戦】  | 2007年9月15日 |
| △    | 原昭仁   | 5分2R終了 時間切れ       | PANCRASE 2007 RISING TOUR 【パンクラスゲート】                        | 2007年7月27日 |
| ○    | 時田校   | 2R 4:02 腕ひしぎ十字固め | PANCRASE REAL 2007 【パンクラスゲート】                               | 2007年4月8日  |
| ×    | 昇侍     | 5分1R終了 判定0-3        | PANCRASE 2006 BLOW TOUR 【ネオブラッド・トーナメント予選 1回戦】      | 2006年2月19日 |

### グラップリング
| 勝敗 | 対戦相手 | 試合結果                 | 大会名                                                   | 開催年月日     |
| ○    | 吉川俊之 | 1R 4:27 ヒールホールド   | DEMOLITION WEST II in YAMAGUCHI 【無差別級】             | 2010年11月21日 |
| △    | 角田裕亮 | 5分2R終了 時間切れ       | 激突III                                                  | 2010年11月3日  |
| ×    | 島崎公次 | 1R 2:59 腕ひしぎ十字固め | DEEP X 03 【オープニングファイト】                       | 2008年7月5日   |
| ×    | 広瀬貴之 | 5分1R終了 ポイント0-15   | DEEP X 02 【リアルキングトーナメント 69kg以下 準々決勝】 | 2007年12月2日  |

## 獲得タイトル
- DEEPフューチャーキングトーナメント2007 70kg以下級 優勝（2008年）